# David Twohy
David Twohy (* 18. října 1955) je americký režisér a scenárista. Narodil se v Los Angeles. Vystudoval vysokou školu v Long Beach. Jeho vystudované obory jsou rozhlas, televize a film. Proslavil se jako scenárista filmového hitu Uprchlík s Harrisonem Fordem.
Jeho největším úspěchem je film Černočerná tma (Pich Black), který proslavil herce Vin Diesela. Hlavní postava Riddick se objevil i v pokračování Riddick: Kronika temna (2004) a Riddick z roku 2013.